# Peleo

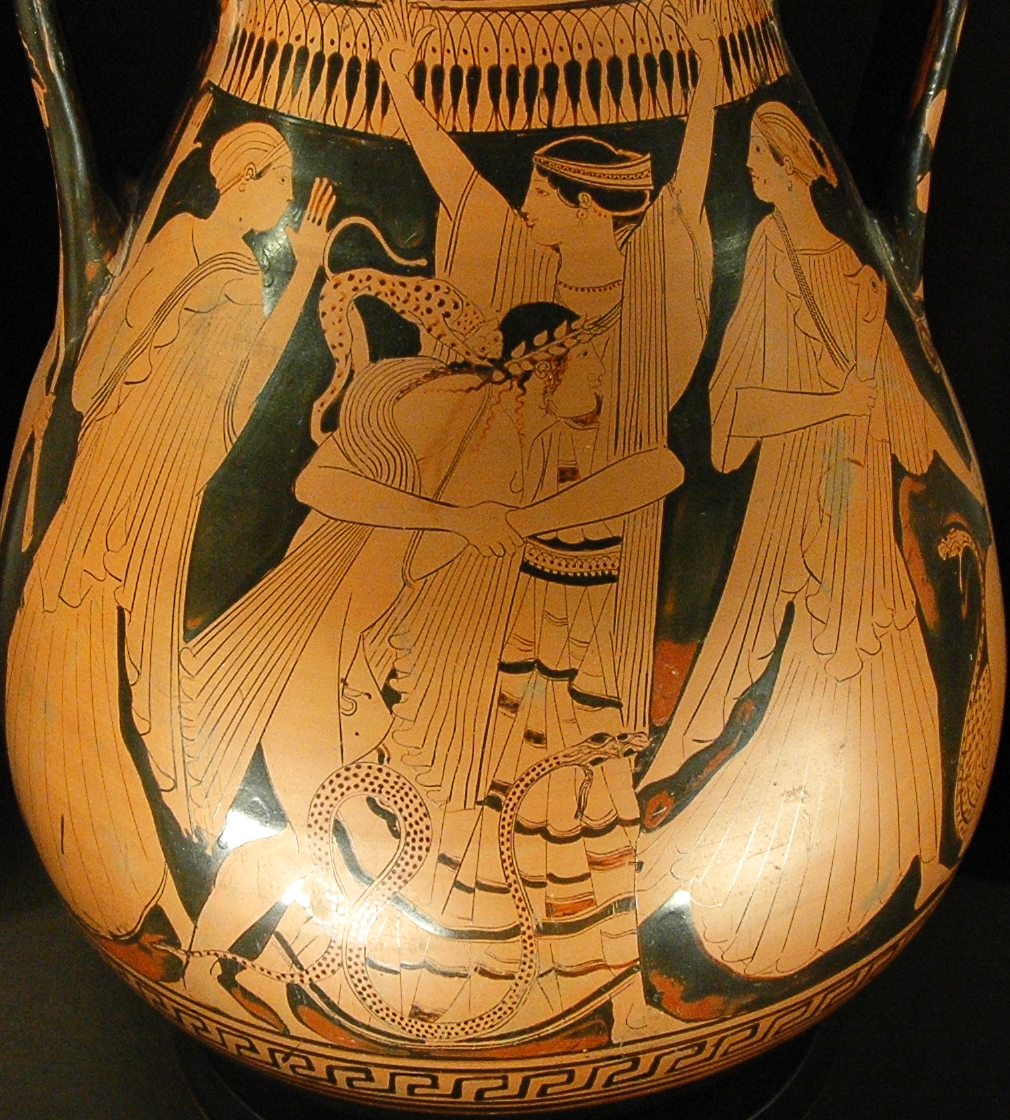
Cara A de un pélice de figuras rojas: Peleo lucha con Tetis, que se transforma en serpiente.

En la mitología griega, Peleo (en griego antiguo, Πηλεύς, Pēleús; o Πηλέας, Pēléas) era un héroe, rey de Ftía y conocido especialmente por ser el padre de Aquiles, a quien ya se le conocía desde la poesía épica por el patronímico de «Pelida». Los reyes de Epiro reclamaron la descendencia de Peleo en el periodo histórico. En los duodécimos Juegos Olímpicos Peleo ganó en la lucha. A Peleo se le conoce como «anciano conductor de carros, valeroso consejero y orador de los mirmidones».

## Familia
Peleo era hijo de Éaco, rey de Egina, y de Endeide, una hija de Escirón o Quirón. Su hermano era Telamón. La nereida Tetis, de plateados pies, sometida a Peleo, dio a luz a Aquiles, destructor de hombres y furioso como un león; o bien Aquiles fue el séptimo y último hijo concebido de la pareja. La hija de Peleo, Polimela, fue la madre de Patroclo en unión con Menecio. Homero dice que la hija se llamaba Polidora o Cleodora, y que engendró a Menestio con el dios fluvial Esperqueo. No obstante para Hesíodo Menecio, el padre de Patroclo, era hermano de Peleo. Higino alega que Peleo era hijo de Poseidón aunque esta opinión solo la sostiene este autor. Otros incluso dicen que Hefesto y Peleo tuvieron una relación amorosa, aunque no se ofrecen más detalles al respecto.

## En Egina
Zeus llevó a Egina a la isla llamada entonces Enone y ahora Egina; se unió a ella y engendró un hijo, Éaco. Este desposó a Endeide, hija de Escirón, y de ella le nacieron Peleo y Telamón; pero Ferécides dice de Telamón que era amigo y no hermano de Peleo, e hijo de Acteo y Glauce, hija de Cicreo. Más tarde Éaco se unió con la nereida Psámate y engendró un hijo, Foco. Como Foco sobresalía en los juegos, sus hermanos Peleo y Telamón conspiraron contra él. Habiéndole tocado en sus hermanos suerte a Telamón competir con Foco, lanzó el disco a su cabeza y lo mató. Con la ayuda de Peleo lo llevó a un bosque y lo ocultó; pero descubierto el crimen, ambos fueron expulsados de Egina por Éaco. Telamón se dirigió a Salamina y Peleo huyó a Ftía.

## En Ftía
Peleo llegó a Ftía, a la corte de Euritión, hijo de Áctor, que lo purificó y le entregó a su hija Antígona, junto con un tercio del país. Tuvieron una hija, Polidora, a la que desposó Boro, hijo de Perieres. Desde allí Peleo partió con Euritión a la caza del jabalí de Calidón, pero al disparar un dardo contra el jabalí alcanzó involuntariamente a Euritión y lo mató. Otros dicen que Peleo desposó a Polidora, hija de Perieres, de quien le nació Menestio, hijo putativo, pues en realidad era hijo del río Esperqueo.

## En Yolco
Huyendo esta vez de Ftía llegó ante Acasto, en Yolco, que lo purificó. En los juegos celebrados, en honor de Pelias compitió con Atalanta en la lucha. Astidamía, esposa de Acasto, enamorada de Peleo, quiso concertar con él una cita, y como no pudo convencerlo, envió a su mujer la noticia de que Peleo iba a casarse con Estérope, hija de Acasto; Antígona al oírlo se ahorcó. La misma mujer de Acasto acusó falsamente a Peleo ante su marido de haber intentado seducirla. Cuando Acasto oyó aquello no quiso matar a quien él había purificado, y lo llevó a cazar al Pelión. Allí se suscitó porfía por la caza, y Peleo, cortando las lenguas de los animales que había capturado, las metió en el morral. Los de Acasto guardaron sus presas y se burlaban de Peleo por no haber cazado nada; pero éste mostró las lenguas y dijo que había cazado tantos animales como lenguas había. Habiéndose quedado dormido en el Pelión, Acasto lo abandonó y, después de haberle ocultado la espada entre el estiércol de las vacas, regresó. Al despertar Peleo y buscar la espada fue apresado por los centauros, pero a punto de perecer lo salvó Quirón, quien además le devolvió su espada, que él había encontrado.

## Viaje de los argonautas
En su ejército no solo militaban mirmidones sino muchos otros héroes griegos, y fue así como conoció a Jasón y a los Dioscuros. Cosa que le llevó a seguirles como parte de la tripulación de la nave Argo, conocida como los argonautas, en su temerario viaje a la Cólquida en busca del vellocino de oro. A su regreso de Cólquida, Peleo se quedó en Ftía, donde, a la muerte de su padre, fue coronado rey de los mirmidones, trasladando de Egina a Ftía la capital de su reino.

## Boda de Peleo y Tetis
Más tarde se casó con Tetis, hija de Nereo; Zeus y Poseidón habían rivalizado por ella, pero cuando Temis vaticinó que el hijo de Tetis sería más fuerte que su padre, desistieron. Algunos afirman que cuando Zeus iba a unirse a ella, Prometeo había declarado que el hijo que naciera reinaría en el cielo; otros, en cambio, que Tetis no quiso yacer con Zeus por haber sido criada por Hera, y que Zeus, indignado, la obligó a convivir con un mortal. Por consejo de Quirón, Peleo la mantuvo agarrada mientras Tetis se metamorfoseaba, y aunque unas veces era fuego, otras agua, otras un animal, no la soltó hasta verla recuperar su forma primitiva. Peleo se casó con ella en el Pelión, y allí los dioses celebraron la boda con banquetes y cantos. Quirón regaló a Peleo una lanza de fresno, y Poseidón los caballos Balio y Janto, que eran inmortales. Casi toda la nobleza griega e incluso los mismos dioses asistieron. Se celebró a lo grande, Himeneo tocó la flauta, Ganimedes sirvió el vino y las nereidas bailaron.
Tenía decidido de antemano conservar sólo para él la lanza porque Hefesto no había trabajado la madera, Pues en las bodas de Peleo y Tetis, los dioses, reunidos en el Pelión para el banquete, le traían obsequios a Peleo. Quirón, tras haber arrancado un rozagante fresno, lo preparó para una lanza. Dicen que Atenea la pulió y Hefesto la guarneció. Con esa lanza Peleo destacaba en los combates y después de él, Aquiles. Otros inventan al decir que Peleo aprendió de Quirón su manejo de la lanza, Aquiles, de Peleo y que éste no le enseñó a nadie.
Se dice que cuando Tetis se casó con Peleo, Zeus convocó a todos los dioses a un banquete, excepto a Eris, esto es, a Discordia, que por haber llegado más tarde y no ser admitida en el banquete, lanzó una manzana desde la puerta al centro de la sala, y dijo que se la había de llevar la más bella «τῇ καλλίστῃ» (para la más hermosa). Al verla, Hera, Atenea y Afrodita, alegando cada una ser la más bella y por tanto la merecedora del premio, se la disputaron, lo que traería como consecuencia el subsiguiente juicio de Paris y la posterior guerra de Troya.

## Peleo y Aquiles
Tetis tuvo un hijo de Peleo y, queriendo hacerlo inmortal, a escondidas de su marido por la noche lo ocultaba entre el fuego para destruir la porción mortal paterna del niño, y de día lo untaba con ambrosía. Pero Peleo la vigilaba y, al ver al niño retorciéndose en el fuego, gritó. Tetis, impedida de llevar a término su plan, abandonó al hijo aún pequeño y se fue con las Nereidas. Peleo llevó el niño a Quirón, que lo crio con entrañas de leones y jabalíes, y con médula de osos; lo llamó Aquiles (antes su nombre era Ligirón) porque sus labios no habían mamado. Después de esto Peleo, con Jasón y los Dioscuros, arrasó Yolco; a Astidamía, la mujer de Acasto, le dio muerte y después de separar sus miembros hizo pasar al ejército entre ellos hacia la ciudad.
Leyendas tardías dicen que Tetis, a escondidas en un lugar secreto, echaba al fuego los hijos que le nacían de Peleo. De esta manera ya habían nacido seis vástagos. Peleo, cuando nació su séptimo hijo, se dio cuenta de la artimaña de su esposa y arrancó al chiquillo de las llamas. El niño salió incólume excepto por unas heridas provocadas por las quemaduras en el hueso del tobillo. Quirón, quien exhumó el cuerpo del gigante Dámiso, le quitó el hueso del tobillo y lo cosió en el pie Aquiles.
Odiseo y Néstor acudieron a la casa de Peleo para pedir que Aquiles se incorporara a la expedición de la guerra de Troya. Como es fama más tarde Aquiles acudió acompañado por Fénix. Este había sido cegado por su padre, cuya concubina lo había acusado en falso de violación. Pero Peleo, después de llevarlo a que Quirón le devolviese la vista, lo hizo rey de los dólopes. Se dice que Peleo y Fénix estuvieron estrechamente unidos en lazos de amistad, como lo estaban Aquiles y Patroclo. También acompañó a Aquiles Patroclo, hijo de Menecio y, según dice Filócrates, de Polimele, hija de Peleo. En Opunte, cuando disputaban por un juego de dados, Patroclo había matado al niño Clitónimo, y habiendo huido con su padre, vivió con Peleo y llegó a ser el favorito de Aquiles.

## Últimos años
No se vuelve a saber de Peleo hasta el final de la guerra de Troya, de la que Aquiles no regresó. Sin embargo, su vida duró lo suficiente como para presenciar el glorioso retorno de su nieto, Neoptólemo, hijo de Aquiles. Unos dicen que Neoptólemo, cuando aún estaba en Troya, supo que su abuelo Peleo había sido desterrado por Acasto y partió inmediatamente con Andrómaca. Otros dicen que fueron los hijos de Acasto, Arcandro y Arquíteles, los que expulsaron a Peleo, que buscó refugio en la isla de Cos y allí murió. Otro relato narra que Acasto puso en fuga a Peleo, que se refugió en una cueva de Magnesia para esperar a Neoptólemo que regresaba de Troya: éste al llegar dio muerte a Acasto y sus hijos, y así Peleo pudo recuperar Ftía.
Entonces, Peleo, ya en sus últimos días, no quedándole descendientes y no queriendo dejar sus tierras a Menelao, pensó que lo más sensato era dárselas en herencia al sirviente de más confianza de Neoptólemo. Fue así como, tras la muerte de Peleo, Héleno, antiguo príncipe de Troya y luego esclavo del hijo de Aquiles, recobró su dignidad convirtiéndose en rey de Ftía. 

## Otros personajes homónimos
- Peleo también fue el hijo nacido entre Hermíone y Neoptólemo.[34]

| Predecesor: Euritión   | Reyes de Ftía (primer reinado)  | Sucesor: Neoptólemo |
| Predecesor: Neoptólemo | Reyes de Ftía (segundo reinado) | Sucesor: Héleno     |

## Galería

### Peleo y Tetis
|                                                |
| Pélice: Peleo rapta a Tetis. Museo del Louvre. |

|                                      |
| Ánfora: Peleo rapta a Tetis. Múnich. |

|                                             |
| Píxide: Peleo persiguiendo a Tetis. Múnich. |

|                                                 |
| Cílica: Peleo luchando con Tetis. Altes Museum. |

|                                                  |
| Píxide: Boda de Peleo y Tetis. Museo del Louvre. |